# NGC 5789
NGC 5789 is een balkspiraalstelsel in het sterrenbeeld Ossenhoeder. Het hemelobject werd op 21 mei 1802 ontdekt door de Duits-Britse astronoom William Herschel.

## Synoniemen
- UGC 9615
- MCG 5-35-26
- ZWG 164.43
- WAS 93
- IRAS 14545+3025
- PGC 53414